# (4056) Timwarner
(4056) Timwarner (1985 FZ1) – planetoida z pasa głównego asteroid okrążająca Słońce w ciągu 4,31 lat w średniej odległości 2,65 j.a. Odkryta 22 marca 1985 roku.